# Xavier Mellery

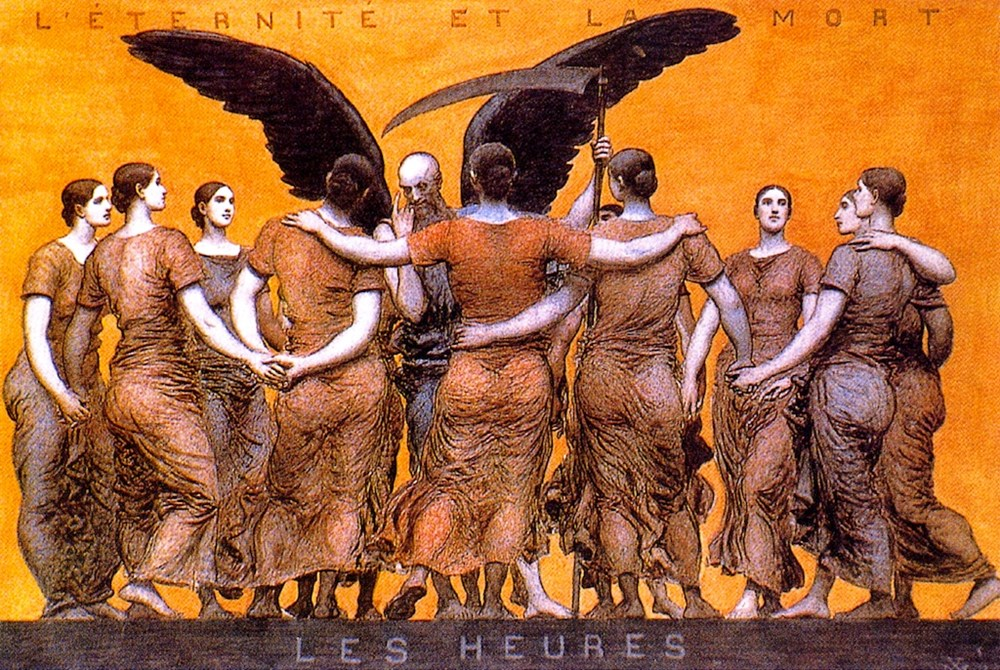
L'Éternité et la Mort

Xavier Mellery (* 9. August 1845 in Laeken; † 4. Februar 1921 in Brüssel) war ein belgischer Maler des Symbolismus.

## Leben
Xavier Mellery wurde als Sohn eines flämischen Vaters und einer wallonischen Mutter geboren.
Er studierte von 1860 bis 1867 an der Académie royale des Beaux-Arts de Bruxelles bei Jean-François Portaels. 1870 wurde er mit einem belgischen Rom-Preis ausgezeichnet. 1871 unternahm er eine Studienreise nach Italien und besuchte unterwegs Deutschland. In Italien blieb er bis 1874, besuchte das Land erneut 1878. 1872 erhielt er den belgischen Akademie-Preis. Die Jahre 1878 und 1879 verbrachte er auf der holländischen Insel Marken. Das Leben unter den einfachen Leuten hinterließ einen tiefen Einfluss auf sein weiteres Schaffen, u. a. auf Illustrationen zum Werk von Charles de Coster.
Er wurde mehrmals zu den jährlichen Salons des „Groupe des Vingt“ (oder Les XX) eingeladen, einem avantgardistischen Künstlerkreis, der 1883 von Octave Maus (1856–1919) in Brüssel gegründet wurde.
Als Gründungsmitglied der Gruppe „Pour l’Art“ (1892) stellte er in den Salons von „La Libre Esthétique“ (Brüssel, 1894) und „L’Art contemporain“ (Antwerpen, 1909) aus. 1882 schuf er eine Reihe von achtundvierzig Statuettenentwürfen, die das Handwerk auf dem Place du Petit Sablon in Brüssel darstellten.
1887 unternahm er eine Reise durch Deutschland, Tschechien und die Slowakei, Tirol und die Schweiz, um die Graffiti-Technik zu studieren, die er in einem Fries für die Dekoration des Erdgeschosses des ehemaligen Palastes der Schönen Künste (heute Museum für Antike Kunst) verwenden wollte, die aber niemals verwirklicht wurde.
Er entwarf auch zahlreiche Diplome, Plakate und Illustrationen. Für die Illustration von Camille Lemonniers Buch „La Belgique“ reiste er mit Constantin Meunier durch das Land.
1902 wurde er korrespondierendes und 1903 ordentliches Mitglied der Académie royale des Sciences, des Lettres et des Beaux-Arts de Belgique.